# Maudétour-en-Vexin
Maudétour-en-Vexin é uma comuna francesa na região administrativa da Ilha de França, no departamento do Vale do Oise. Estende-se por uma área de 6.55 km². Em 2010 a comuna tinha 190 habitantes (densidade: 29 hab./km²).